# Ibraim Alfazari
Ibraim Alfazari (m. 777) foi um matemático e astrônomo persa do século VIII que esteve ativo na corte abássida do califa Almançor (r. 754–775)). Ele não deve ser confundido com seu filho Maomé Alfazari, que também era astrônomo. Ele compôs vários tratados astronômicos ("sobre o astrolábio", "sobre as esferas armilares", "sobre o calendário").
O califa ordenou-lhe, bem como a seu filho, que traduzissem o texto astronômico indiano Sindinda junto com Iacute de Hama, um trabalho que seria concluído em Bagdá em 750; a obra foi intitulada em árabe Az-Zīj ‛alā Sinī al-‛Arab. Esta tradução foi possivelmente o veículo pelo qual os numerais indianos foram transmitidos da Índia para o Irã.